# Edmund Stoffels
Pour les articles homonymes, voir Stoffels.
Edmund P. Stoffels (Butgenbach, le 15 mars 1957) est un homme politique belge germanophone, membre du Parti socialiste.
Il est licencié en psychologie sociale (ULg, 1981) et psychologue de profession; fondateur d’une organisation de protection des consommateurs (1992); il mènera campagne contre l'implantation d'un dépôt de déchets nucléaires en plein parc naturel des Hautes Fagnes-Eifel; militant socialiste, attaché des cabinets des ministres-présidents wallons Bernard Anselme, Guy Spitaels et Robert Collignon (1988-1997); chef de Cabinet du président du CPAS de Liège (1997-1999).

## Carrière politique
- membre du Conseil de la Communauté germanophone (1990-1999), puis membre avec voix consultative (1999-)
  - chef de groupe socialiste (1990-1999)
- conseiller communal de Saint-Vith (1995-1997)
- conseiller provincial de Liège (1997-1999)
- député wallon (1999-2014)
  - Refusant de prêter serment en français au Parlement de la Communauté française, il y sera remplacé par le 1er suppléant
- conseiller communal d'Amblève (2006-2019)

## Distinction
- Commandeur de l'ordre de Léopold en 2020[1].